# 治具

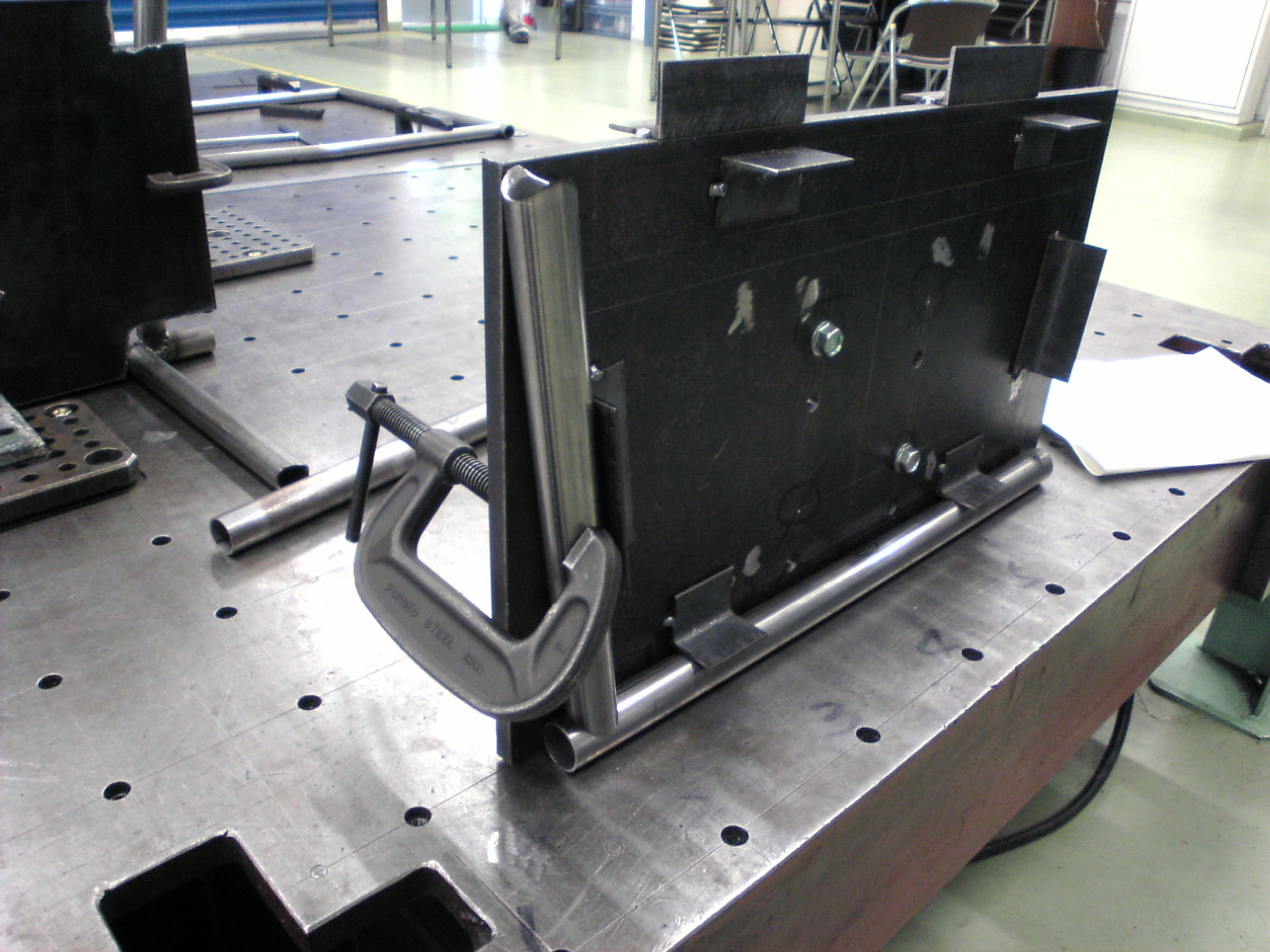
定盤上固定治具類。

治具是一個木工、鐵工、以及其他一些手工藝品的大類工具，主要是作為協助控制位置或動作（或兩者）的一種工具。此名稱是由英文“jig”音譯而成的日文漢字“治具”而來。同樣的工具在中國大陸則一般稱為夾具。

## 治具的主要用途
治具或模具在工業時代前就已被廣泛使用，包括機械治具、木工治具、焊接治具、珠寶治具、以及其他領域。某些類型的治具也稱為「模具」或「輔具」，其主要目的是為重複性和準確的重複某部分的重製。一個明顯的例子是當複製鑰匙時，原始的鑰匙通常被固定於治具上，如此機器就能藉由原始鑰匙外觀的導引複製出新的鑰匙。
有許多治具之所以產生是因為商業的需要，因為有許多類型的治具是客製化的，某些是為了提高生產力、重複特定動作、或使工作更加精確。因為治具的設計基本上是建立於邏輯，類似的治具可能會因為使用於不同的時間和地點而分別產生。

## 鑽孔治具
鑽孔治具是一種可藉由移動模具以導引麻花鑽孔設備或其他鑽孔裝置到每個洞的準確中心位置，並可在多個可互換零件上加速反覆在洞孔中心定位的治具類型，在鐵工實務上，典型的作法是在鑽孔治具上的每個孔留有堅硬套環（hardened bushing）以避免麻花鑽切到治具。
由於製造業廣泛的使用数控机床（CNC机床），其中伺服控制器（servocontrols）具有自動移動工具到正確位置的能力，需要鑽孔治具（和使用鑽孔夾具運營商的工作）就比以前少了。

## 使用治具的優缺點
使用治具的好處是如果是相同的製品，就算工人沒有非常純熟的技術，也可以迅速地藉由治具生產大量瑕疵少、變異性低的良品。但是，對於多樣少量的生產模式，使許多個治具的結果，反而造成生產成本提高的缺點。

## 治具與夾具的不同
“治具”與“夾具”這兩個詞，由於用途接近，以致常容易被人搞混、甚至誤用。
治具著重在工作和導引工具；夾具則著重於握持工具在一個固定的位置。有一些同時具有這兩種功能（控制和導引工具）的裝置也被稱為治具，但只握持但不具引導工具的裝置則被稱為“夾具”而非“治具”。在進入數控系統時代後已經減少了治具的使用。

## 治具的式微
1.傳統產業：
隨著科技日新月異的進步，在傳統產業中，只要是大量且需要高精度的製品，所需要使用的治具量只會更多，不會更少。例如：汽車零件業...
2.高科技3C產業：
在進入自動化和數控系統機器後，治具已經不那麼被需要，因為工具路徑已經被數位化並儲存在記憶體中，但“夾具”仍被普遍地被繼續使用。

## 資料來源
1. ↑  .   [2009-03-25]. （原始内容存档于2009-06-08）.